# О’Коннор, Пэт (регбист)
Пэт О’Коннор (англ. Pat O'Connor, родился 7 января 1985 года в Брисбене) — австралийский регбист, выступавший на позиции лока.

## Биография
Учился в Эшгроувском колледже маристов в Брисбене, играл за команду по регби. В 2002 году представлял Квинсленд на чемпионате Австралии среди школьников
В 2003 году О’Коннор, игравший за брисбенский клуб «Джи-Пи-Эс», был приглашён в академию «Квинсленд Редс», в 2003—2004 годах играл за юниорский состав (U-19) на Транстасманском вызове.
В 2005 году он стал игроком клуба «Уэстерн Форс» в чемпионате Супер Регби, дебютную игру провёл 17 марта 2006 года против «Уаратаз». В том же году он был вызван в сборную Австралии до 21 года и так называемую «сборную премьер-министра» (англ. Prime Minister's XV).
В начале 2007 года на тренировке перед контрольным матчем против «Крусейдерс» получил травму (разрыв крестообразных связок), а через пять месяцев восстановления у него случился рецидив, потребовавший повторной реконструкции суставов. Из-за этого до 2009 года он не играл за команду «Уэстерн Форс», а во второй половине года переехал в Новую Зеландию, где два года играл за команду Нортленда в Кубке ITM. В октябре 2010 года он заключил контракт с другим клубом Супер Регби, «Уаратаз», а в том же году был вызван в сборную Австралии для подготовки к весеннему турне. В 2011 году он сыграл 6 матчей за «Уаратаз» в Супер Регби.
Игровую карьеру завершил в сезоне 2011/2012 в клубе «Ажен» из французского Топ-14, сыграв 19 матчей.
До 2017 года работал в командах колледжей Святого Патрика и Святого Иосифа, пока не был назначен тренером молодёжной команды «Джи Пи Эс».